# Институт физиологии имени А. И. Караева
Институт физиологии имени А. И. Караева — один из институтов Отделения биологических наук Национальной академии наук Азербайджана.

## Направление деятельности
- Эколого-физиологические и биохимические основы развития организма
- Нейрофизиологические и нейрохимические основы функционирования анализаторов
- Психофизиологические и нейроэндокринные закономерности развития и старения организма.

## История Института
Организован в 1952 году в составе Института Зоологии АН в качестве самостоятельного сектора Физиологии. В самостоятельный институт Физиологии был реорганизован в 1968 году. Первым директором Института Физиологии был академик А. И. Караев. В настоящее время институт носит его имя. В 1970 году директором был назначен доктор биологических наук, нейрофизиолог Гусейн Гейдар оглы Гасанов.

## Дирекция
Директор института — Тельман Мамедали оглы Агаев, доктор биологических наук, профессор, член-корреспондент НАНА
Старший научный сотрудник - Дадашев, Мурсал Зубаил оглы, кандидат биологических наук

## Структура
- Отдел эволюционно-экологической физиологии и биохимии
- Лаборатория сравнительной и возрастной нейрохимии
- Творческая группа «Метаболическая адаптация и биорегуляторы»
- Лаборатория сравнительной и возрастной физиологии анализаторов
- Лаборатория экологической физиологии и токсикологии
- Лаборатория биофизики клеточного метаболизма
- Творческая группа «Биомиметические сенсоры»
- Лаборатория физиологии размножения линейных животных
- Отдел нейрофизиологии
- Лаборатория функциональной цитохимии
- Творческая группа «Энергообменные ферменты нервной клетки»
- Лаборатория нейрофизиологии обучения
- Лаборатория нейрофизиологии зрительного анализатора
- Отдел физиологии развития человека
- Лаборатория клинической нейрофизиологии
- Лаборатория физиологии долголетия
- Лаборатория фармакологии физиологически активных веществ
- Отдел научно-технической информации, внедрения и патентно-лицензионной работы